# Discografia casei de discuri Reel Life Productions
Reel Life Productions, cunoscută și ca Overcore sau Gothom, este o casă de discuri independentă fondată în 1990. Cu sediul în Detroit, Michigan, a fost creată de rapperul Esham și fratele său mai mare James H. Smith.

## Catalog
| An   | Artist                  | Titlu                                  | Poziție maximă în clasamente | Poziție maximă în clasamente | Poziție maximă în clasamente | Poziție maximă în clasamente | Poziție maximă în clasamente | Certificate RIAA | Casă de discuri parteneră |
| An   | Artist                  | Titlu                                  | SUA Rap                      | SUA                          | SUA Indie                    | SUA R&B                      | SUA Heat                     | Certificate RIAA | Casă de discuri parteneră |
| ---- | ----------------------- | -------------------------------------- | ---------------------------- | ---------------------------- | ---------------------------- | ---------------------------- | ---------------------------- | ---------------- | ------------------------- |
| 1989 | Esham                   | Boomin' Words from Hell                | —                            | —                            | —                            | —                            | —                            | —                | —                         |
| 1991 | Esham                   | Erotic Poetry                          | —                            | —                            | —                            | —                            | —                            | —                | —                         |
| 1991 | Esham                   | Homey Don't Play                       | —                            | —                            | —                            | —                            | —                            | —                | —                         |
| 1992 | Esham                   | Judgement Day Vol. 1 & 2               | —                            | —                            | —                            | —                            | —                            | —                | —                         |
| 1992 | Natas                   | Life After Death                       | —                            | —                            | —                            | —                            | —                            | —                | —                         |
| 1993 | Esham                   | KKKill the Fetus                       | —                            | —                            | —                            | —                            | —                            | —                | —                         |
| 1993 | Esham                   | Hellterskkkelter                       | —                            | —                            | —                            | —                            | —                            | —                | —                         |
| 1994 | Natas                   | Blaz4me                                | —                            | —                            | —                            | —                            | —                            | —                | —                         |
| 1994 | Esham                   | Maggot Brain Theory                    | —                            | —                            | —                            | —                            | —                            | —                | —                         |
| 1994 | Esham                   | Closed Casket                          | —                            | —                            | —                            | —                            | —                            | —                | Warlock Records           |
| 1994 | Various artists         | The Fear (soundtrack)                  | —                            | —                            | —                            | —                            | —                            | —                | Warlock Records           |
| 1995 | Mastamind               | Lickkuidrano                           | —                            | —                            | —                            | —                            | —                            | —                | —                         |
| 1995 | Natas                   | Doubelievengod                         | —                            | —                            | —                            | —                            | —                            | —                | —                         |
| 1996 | Dice                    | The Neighborhoodshittalka              | —                            | —                            | —                            | —                            | —                            | —                | —                         |
| 1996 | Esham                   | Dead Flowerz                           | —                            | —                            | —                            | 38                           | —                            | —                | —                         |
| 1997 | Esham                   | Detroit Dogshit                        | —                            | —                            | —                            | —                            | —                            | —                | —                         |
| 1997 | Esham                   | Bruce Wayne: Gothom City 1987          | —                            | —                            | —                            | 57                           | —                            | —                | —                         |
| 1997 | 20 Dead Flower Children | Candy, Toy Guns & Television           | —                            | —                            | —                            | —                            | —                            | —                | Overcore Records          |
| 1997 | Natas                   | Multikillionaire: The Devil's Contract | —                            | —                            | —                            | —                            | —                            | —                | Overcore Records          |
| 1998 | The Workhorse Movement  | Rhythm & Soul Cartel                   | —                            | —                            | —                            | —                            | —                            | —                | Overcore Records          |
| 1999 | Esham                   | Mail Dominance                         | —                            | —                            | —                            | —                            | —                            | —                | Overcore Records          |
| 1999 | Natas                   | WicketWorldWide.COM                    | —                            | —                            | —                            | —                            | —                            | —                | Overcore Records          |
| 2000 | Esham                   | Bootleg: From the Lost Vault, Vol. 1   | —                            | —                            | —                            | —                            | —                            | —                | Overcore Records          |
| 2000 | Mastamind               | Themindzi                              | —                            | —                            | —                            | —                            | —                            | —                | Overcore Records          |
| 2001 | Ghetto E                | Ghetto Theater                         | —                            | —                            | 11                           | 54                           | 17                           | —                | Overcore Records          |
| 2001 | Shoestring              | Cross Addicted                         | —                            | —                            | —                            | —                            | —                            | —                | Overcore Records          |
| 2001 | Kool Keith              | Spankmaster                            | —                            | —                            | 11                           | 48                           | 16                           | —                | Overcore Records          |
| 2001 | Bootleg                 | Hated By Many Loved By Few             | —                            | 174                          | 6                            | 38                           | —                            | —                | Overcore Records          |
| 2001 | Esham                   | Tongues                                | —                            | 195                          | 7                            | 46                           | 14                           | —                | Overcore Records          |
| 2006 | Natas                   | N of tha World                         | —                            | —                            | —                            | —                            | —                            | —                | Warlock Records           |
| 2007 | Esham                   | Lamb Chopz                             | —                            | —                            | —                            | —                            | —                            | —                | —                         |
| 2008 | Esham                   | The Butcher Shop                       | —                            | —                            | —                            | 86                           | —                            | —                | —                         |
| 2008 | Esham                   | Sacrificial Lambz                      | —                            | —                            | —                            | 42                           | 50                           | —                | —                         |
| 2008 | D.E.T                   | Doin Every Thang                       | —                            | —                            | —                            | —                            | —                            | —                | —                         |
| 2009 | Mastamind               | Toxsic Avenger                         | —                            | —                            | —                            | —                            | —                            | —                | —                         |
| 2009 | Esham                   | I Ain't Cha Homey                      | —                            | —                            | —                            | —                            | —                            | —                | —                         |
| 2009 | Esham                   | Hellaween: Pure Horror                 | —                            | —                            | —                            | —                            | —                            | —                | —                         |
| 2010 | Esham                   | Suspended Animation                    | —                            | —                            | —                            | —                            | —                            | —                | —                         |
| 2011 | Esham                   | Secret Society Circus                  | —                            | —                            | —                            | —                            | —                            | —                | —                         |
| 2011 | Esham                   | DMT Sessions                           | —                            | —                            | —                            | —                            | —                            | —                | —                         |